# Gerrit Bouwmeester
Gerrit Bouwmeester (Haarlem, 11 augustus 1892 – 1 februari 1961) was een Nederlands voormalig voetballer die als middenvelder speelde.

## Interlandcarrière

### Nederland
Op 28 april 1912 debuteerde Bouwmeester voor het Nederlands voetbalelftal in een vriendschappelijke wedstrijd tegen België (4-3 winst).
| Interlands van Gerrit Bouwmeester | Interlands van Gerrit Bouwmeester | Interlands van Gerrit Bouwmeester | Interlands van Gerrit Bouwmeester | Interlands van Gerrit Bouwmeester | Interlands van Gerrit Bouwmeester |
| №                                 | Datum                             | Wedstrijd                         | Uitslag                           | Soort Wedstrijd                   | Doelpunten                        |
| Als speler bij HFC                | Als speler bij HFC                | Als speler bij HFC                | Als speler bij HFC                | Als speler bij HFC                | Als speler bij HFC                |
| --------------------------------- | --------------------------------- | --------------------------------- | --------------------------------- | --------------------------------- | --------------------------------- |
| 1.                                | 28 april 1912                     | Nederland - België                | 4 - 3                             | Vriendschappelijk                 | 0                                 |